# Xavier Bettel
Xavier Bettel, född 3 mars 1973 i Luxemburg i Luxemburg, är en luxemburgsk politiker (Demokratiska partiet). Han var Luxemburgs premiärminister 2013–2023 och är sedan 2023 landets vice premiärminister och utrikesminister. Han var tidigare staden Luxemburgs borgmästare 2011–2013.

## Bakgrund och privatliv
Bettel är född år 1973 i Luxemburg.
Xavier Bettel är gift med Gauthier Destenay. Han är den tredje öppet homosexuella regeringschefen i världen, efter Islands premiärminister Jóhanna Sigurðardóttir (2009–2013) och Belgiens premiärminister Elio Di Rupo (2011–2014). 

## Politisk karriär
Bettel blev medlem i Demokratiska partiet år 1989 och valdes till parlamentet för första gången år 1999. Han förnyade sin mandat år 2004, 2009 och 2013. Efter valet år 2013 nominerades Bettel till premiärminister.
År 2011 valdes Bettel till huvudstadens borgmästare. Han lämnade parlamentet för att ta emot sin mandat som borgmästare.

## Utmärkelser
- Ekkronans orden (Luxemburg, 2014)[4]
- Kronorden (Belgien, 2017)[5]
- Henrik Sjöfararens orden (Portugal, 2017)[6]
- Terra Mariana-korsets orden (Estland, 2018)[7]
- Serbiska republikens orden (Serbien, 2020)[8]